# Campeonato Sul-Americano de Voleibol Masculino Sub-21 de 2002
O  Campeonato Sul-Americano de Voleibol Masculino Sub-21  de 2002  é a décima - sexta edição do Campeonato Sul-Americano de Voleibol Masculino da categoria juvenil, disputado por seleções sul-americanas e ocorrendo a cada dois anos , cuja competição é organizada pela Confederação Sul-Americana de Voleibol.

## Equipes
- Argentina
- Brasil
- Chile
- Colômbia
- Paraguai
- Venezuela

## Local
- ?, Poços de Caldas, BRA

## Fórmula de disputa
Todas as seleções se enfrentam e ao final a seleção primeira colocada será declarada campeã desta edição.

## Resultados
- Hora local (UTC-3).

|     |           |     | Jogos | Jogos | Jogos | Pontos | Pontos | Pontos | Sets | Sets | Sets  |
| Pos | Equipe    | Pts | T     | V     | D     | V      | P      | R      | V    | P    | R     |
| --- | --------- | --- | ----- | ----- | ----- | ------ | ------ | ------ | ---- | ---- | ----- |
| 1   | Brasil    | 15  | 5     | 5     | 0     | 375    | 270    | 1.389  | 15   | 0    | MAX   |
| 2   | Venezuela | 14  | 7     | 5     | 2     | 392    | 337    | 1.163  | 12   | 5    | 2.400 |
| 3   | Argentina | 10  | 6     | 3     | 3     | 418    | 369    | 1.133  | 11   | 7    | 1.571 |
| 4   | Chile     | 6   | 5     | 2     | 3     | 337    | 347    | 0.971  | 7    | 9    | 0.778 |
| 5   | Paraguai  | 3   | 5     | 1     | 4     | 288    | 384    | 0.750  | 3    | 13   | 0.231 |
| 6   | Colômbia  | 0   | 5     | 0     | 5     | 288    | 391    | 0.737  | 1    | 15   | 0.067 |

| Data   | Hora |               | Placar |           | Set 1 | Set 2 | Set 3 | Set 4 | Set 5 | Total  | Relatório |
| ------ | ---- | ------------- | ------ | --------- | ----- | ----- | ----- | ----- | ----- | ------ | --------- |
| 6 ago  |      | ' Venezuela ' | 3–0    | Chile     | 25–14 | 25–22 | 25–16 |       |       | 75–52  | 75–52     |
| 6 ago  |      | ' Argentina ' | 3–0    | Colômbia  | 27–25 | 25–15 | 25–15 |       |       | 77–55  | 75–55     |
| 6 ago  |      | ' Brasil '    | 3–0    | Paraguai  | 25–19 | 25–12 | 25–14 |       |       | 75–45  | 75–45     |
| 7 ago  |      | ' Argentina ' | 3–0    | Paraguai  | 25–20 | 25–11 | 25–16 |       |       | 75–47  | 75–47     |
| 7 ago  |      | ' Venezuela ' | 3–0    | Colômbia  | 25–14 | 25–14 | 25–21 |       |       | 75–49  | 75–49     |
| 7 ago  |      | ' Brasil '    | 3–0    | Chile     | 25–20 | 25–17 | 25–21 |       |       | 75–58  | 75–58     |
| 8 ago  |      | ' Chile '     | 3–0    | Paraguai  | 25–16 | 25–22 | 25–15 |       |       | 75–53  | 75–53     |
| 8 ago  |      | ' Venezuela ' | 3–2    | Argentina | 22–25 | 25-17 | 28–26 | 25-27 |       | 100–51 | 115–107   |
| 8 ago  |      | ' Brasil '    | 3–0    | Colômbia  | 25–20 | 25-12 | 25–21 |       |       | 75–41  | 75–53     |
| 9 ago  |      | ' Venezuela ' | 3–0    | Paraguai  | 25–19 | 25-19 | 25–16 |       |       | 75–35  | 75–54     |
| 9 ago  |      | ' Chile '     | 3–0    | Colômbia  | 25–16 | 25-15 | 25–16 |       |       | 75–32  | 75–47     |
| 9 ago  |      | ' Brasil '    | 3–0    | Argentina | 25–18 | 25-21 | 25–23 |       |       | 75–41  | 75–62     |
| 10 ago |      | ' Paraguai '  | 3–1    | Colômbia  | 25–22 | 14-25 | 25–14 | 25-23 |       | 89–36  | 89–84     |
| 10 ago |      | ' Argentina ' | 3–1    | Chile     | 25–18 | 25-20 | 22–25 | 25-14 |       | 97–43  | 97–77     |
| 10 ago |      | ' Brasil '    | 3–0    | Venezuela | 25–21 | 25-17 | 25–14 |       |       | 75–35  | 75–52     |